# سن پدرو (آرژانتین)
سان پدرو (به اسپانیایی: San Pedro) شهری در کشور آرژانتین، استان بوئنوس آیرس است که در سال ۲۰۰۹ میلادی، حدود ۴۲۱۵۱ نفر جمعیت داشته است.